# Indolestes peregrinus
Indolestes peregrinus – gatunek ważki z rodziny pałątkowatych (Lestidae).